# Gustav Albert Wegmann

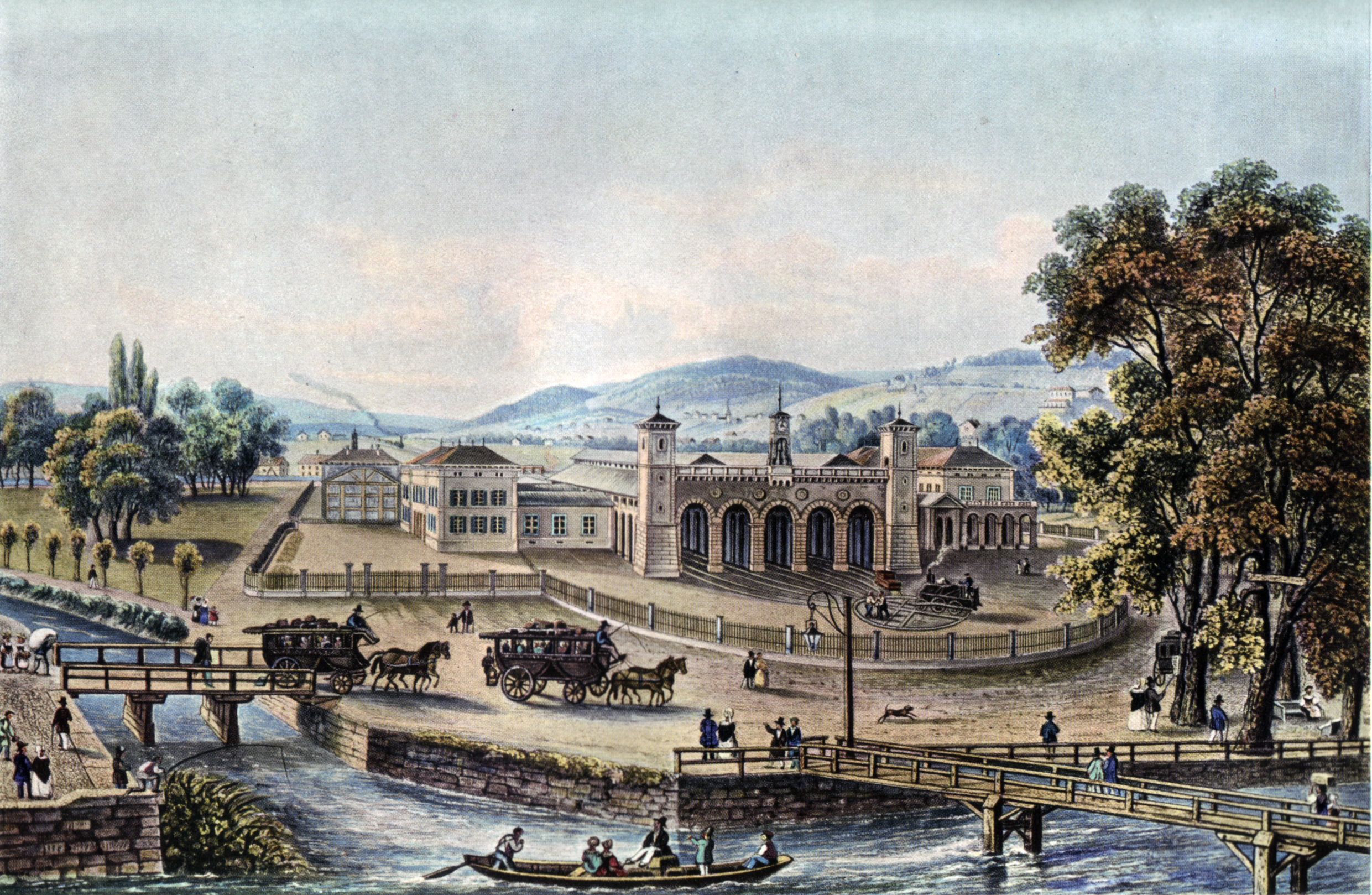
Wegmanns Bahnhof für Zürich 1847

Gustav Albert Wegmann (* 9. Juni 1812 in Steckborn; † 12. Februar 1858 in
Zürich) war ein für die Schweiz wichtiger Architekt nach 1830 bis zum Auftreten Gottfried Sempers ab 1855. Sein Stil bewegte sich zwischen Klassizismus und Neuromanik

## Leben
Gustav Wegmann wurde als Sohn eines Reiteroffiziers geboren, der sich im Ruhestand in Steckborn am Bodensee niederliess. Im Alter von 10 Jahren wurde er nach Zürich an die Lateinische Schule geschickt. Später besuchte er die neue Kunstschule. Kurz nach diesem Umzug starb der Vater mit 36 Jahren. Die Mutter zog mit dem jüngeren Bruder und der Schwester (sie starb noch im Kindesalter) nach Zürich, wo der Onkel Usteri-Wegmann die Beistandschaft über die Witwe und die Vormundschaft über die Kinder übernahm.
Nach Abschluss der Schule begann Wegmanns dreijährige Lehrzeit als Maurer. Im Winter lernte er Pläne zeichnen, im Sommer den Umgang mit Mörtel und Backstein. Neben seinen beruflichen Begabungen war Wegmann in jugendlichen Jahren auch ein begeisterter Turner. Im Turnverein wurde er in den Vorstand gewählt, zudem arbeitete er an einer schweizerischen Turner-Vereinszeitschrift mit. Während der Lehre gründete er zudem einen Architektenverein in Zürich (den ZIA?), dem auch sein Freund Ferdinand Stadler beitrat.
Nach abgeschlossener Lehre ging Wegmann im Juni 1832 mit seinem Freund Ferdinand Stadler nach Karlsruhe, damals eine von Friedrich Weinbrenner geprägte Hochburg der Architektur. Stadler und Wegmann wohnten zusammen und arbeiten in einem Zimmermanns- respektive Maurerbetrieb und gingen anschliessend als Gesellen auf Wanderschaft.
Als im Oktober 1832 das Polytechnikum Karlsruhe eröffnet wurde, treten Stadler und Wegmann sofort ein. Bei Heinrich Hübsch und später Friedrich Eisenlohr wurden sie als Studenten zu Architekten ausgebildet. Nach zwei Jahren unterbrach Wegmann sein Studium für knapp ein Jahr: Eisenlohr konnte ihm im Januar 1834 einen Auftrag über die Bauleitung im Botanischen Garten Heidelberg vermitteln.
Wegmann gründete in seiner Karlsruher Zeit einen Verein der Schweizer in Karlsruhe, Wegmann wurde zum Präsidenten gewählt. In die Wohnung von Stadler und Wegmann zog auch Konrad Pfenninger aus St. Gallen ein. Das Studium wurde von seinem Onkel finanziert. Ungefähr 1833 wanderte sein jüngerer Bruder nach New York aus. Im September 1833 besuchten Wegmann und Stadler Speyer, Worms, Oppenheim, Mainz und Frankfurt am Main.

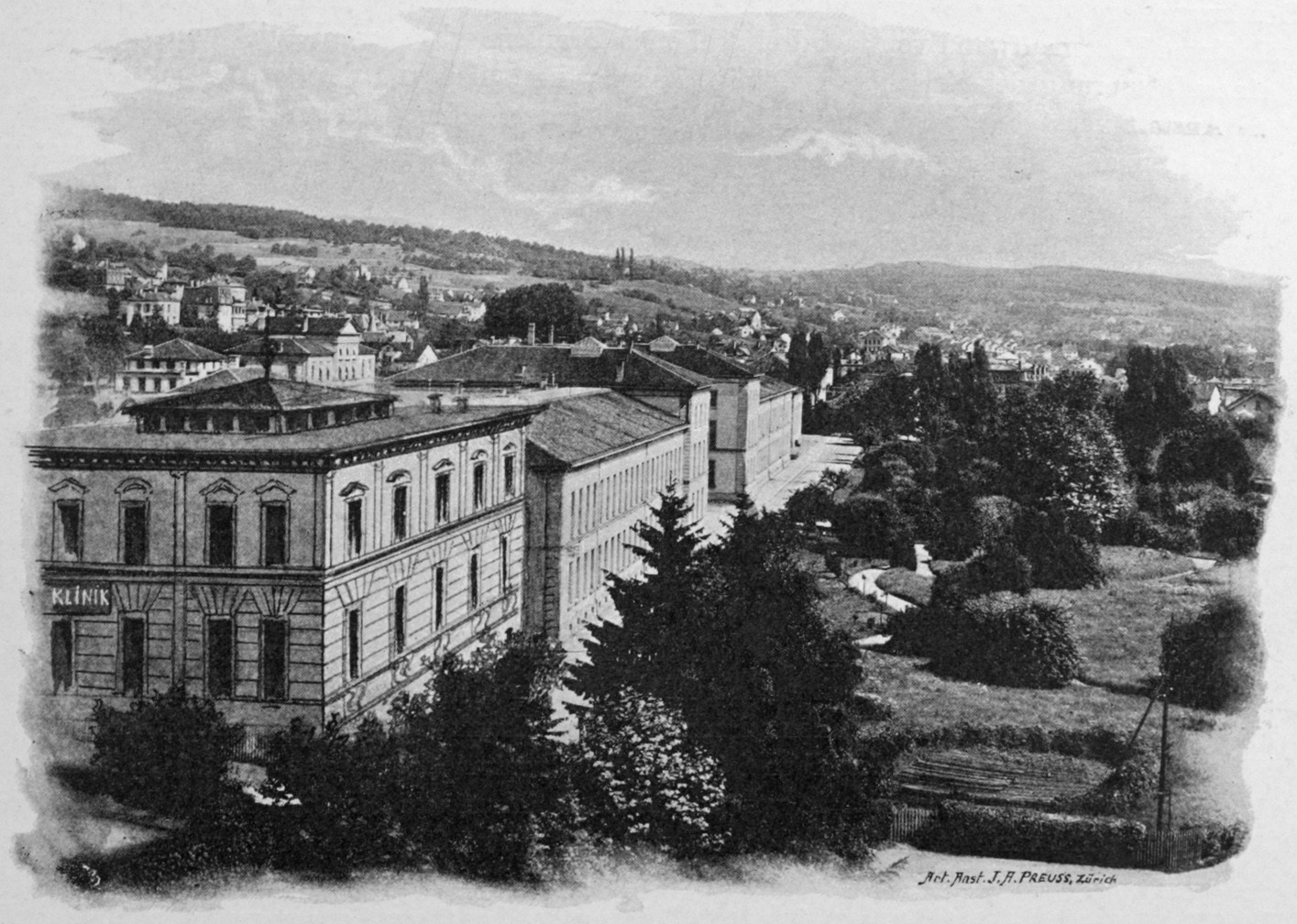
Kantonsspital Zürich

Anfang April verliess Wegmann Karlsruhe und reiste nach München an die Akademie. Er erlebte dort die Explosion des Pulvermagazins, er blieb unverletzt. Von München aus nahm er an einem Wettbewerb für das neue Spital in Zürich teil. Als er ihn gewann, reist er zurück, da ihm der Unterricht in München bei Gärtner wegen der vielen Unterbrechungen nicht gefiel. Das zwischen 1835 und 1842 in Zusammenarbeit mit Leonhard Zeugheer gebaute Spital wurde in den 1951 für den Neubau des Kantonsspitals abgebrochen.

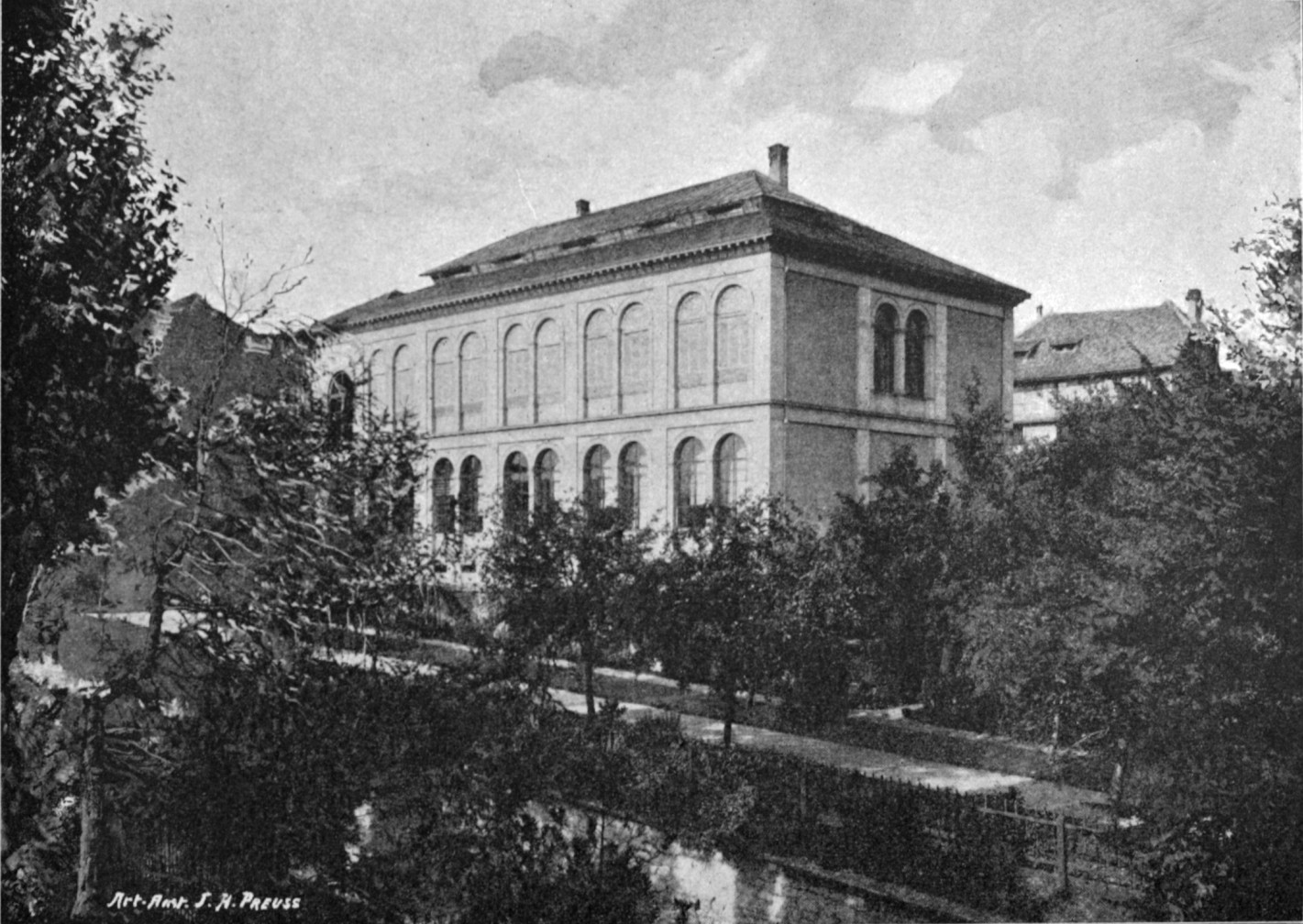
Das Zürcher Künstlergut, auch Künstlergütli genannt

Gut ein Jahr nach der Rückkehr 1836 gewann Wegmann den Wettbewerb für ein Kunstgebäude in Zürich. Da er für eine sorgfältige Kostenrechnung und einen angenehmen Umgang mit Bauherren und Handwerker bekannt war, übernahm er auch die Bauleitung. Das Kunstlergütli war der Vorläufer des heutigen Kunsthauses und stand an der Stelle der heutigen Universität.
Wegmann wurde sukzessive Mitglied der Zürcherischen Künstlergesellschaft, des Antiquarischen Vereins und des Zürcher- als auch des Schweizerischen Ingenieurs- und Architektenvereins (SIA). Wo er mitwirkte, tat er dies meist in leitender Funktion. 1849 heiratete er Margaretha von Orelli, mit der er drei Töchter haben sollte.

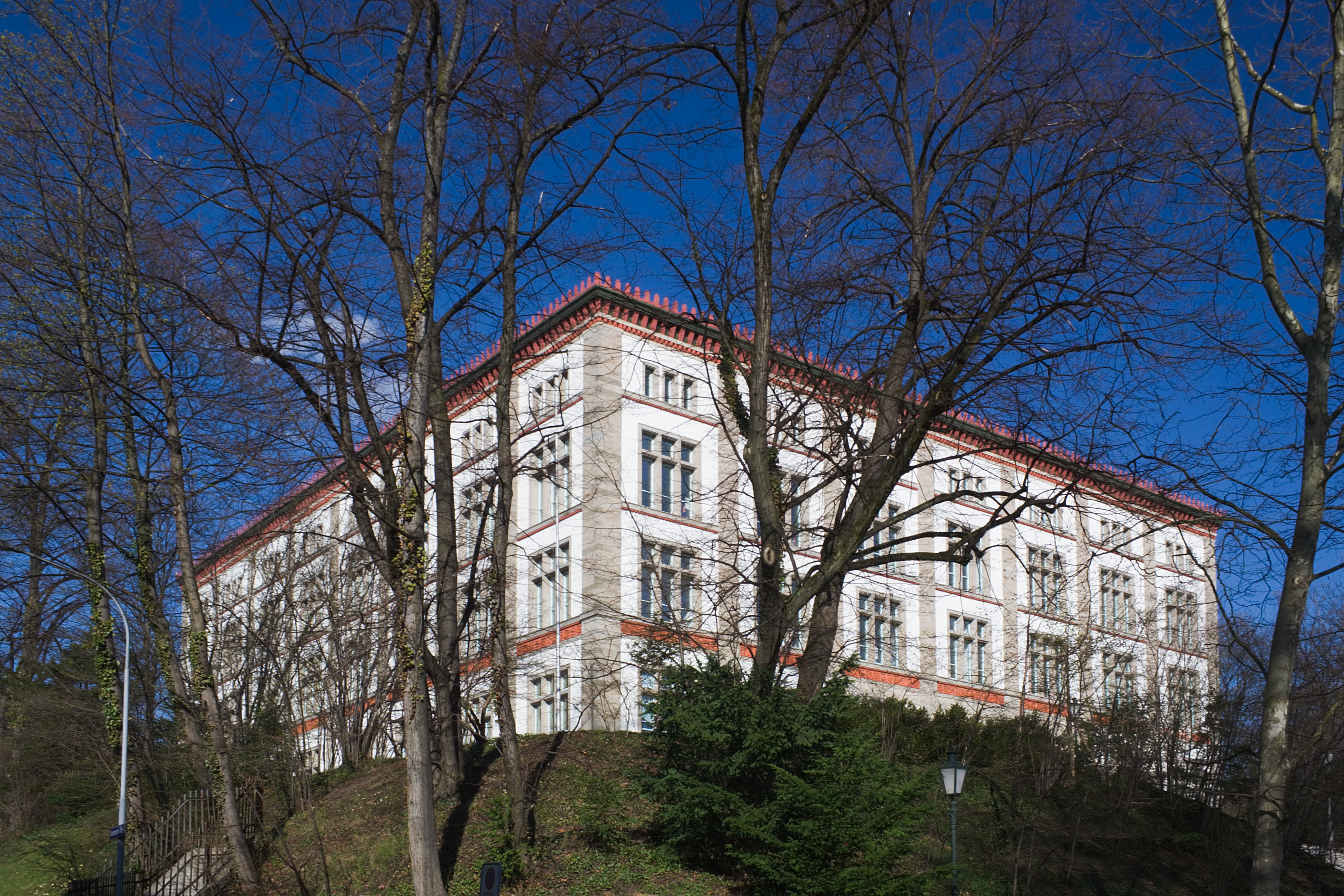
Alte Kantonsschule Zürich

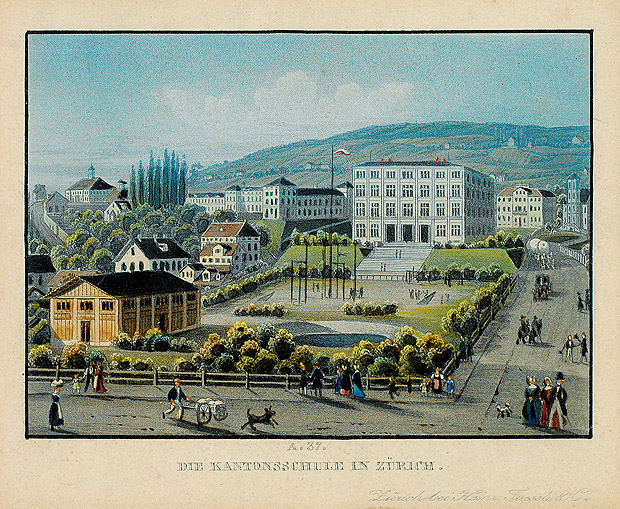
Die Alte Kantonsschule Zürich im 19. Jahrhundert

In der Retrospektive ist die Alte Kantonsschule Zürich der wichtigste Bau Wegmanns. Sie wurde 1839–1842 im sog. italienischen Stil erbaut und der Berliner Bauakademie nachempfunden, die Wegmann aus der Literatur kannte. Nur dass keine Jalousien vorgesehen waren, wurde Wegmann angekreidet. Während das Original in Berlin zerstört wurde, besteht die alte Kantonsschule, 1981–1988 von Ruedi Merkli um einige Räume im Dachgeschoss erweitert und unterkellert, im geschützten Areal. Der untere Teil des Areals wurde aus dem Denkmalschutz entlassen, um dem Erweiterungsbau des Kunsthauses Platz zu machen.
Als die erste Eisenbahnlinie der Schweiz im Bau war, wurde Wegmann mit der Planung des 1846–1847 erbauten ersten Bahnhofs von Zürich betraut; der Studienfreund Ferdinand Stadler mit derjenigen für den Bahnhof in Baden, am anderen Ende der Linie. Wegmann und Stadler waren jetzt Konkurrenten, da beide am Wettbewerb für die Bahnhöfe mitgearbeitet hatten. Der Bahnhof Zürich sollte nicht lange halten, nach 18 Jahren musste er einem neuen von Jakob Friedrich Wanner weichen.

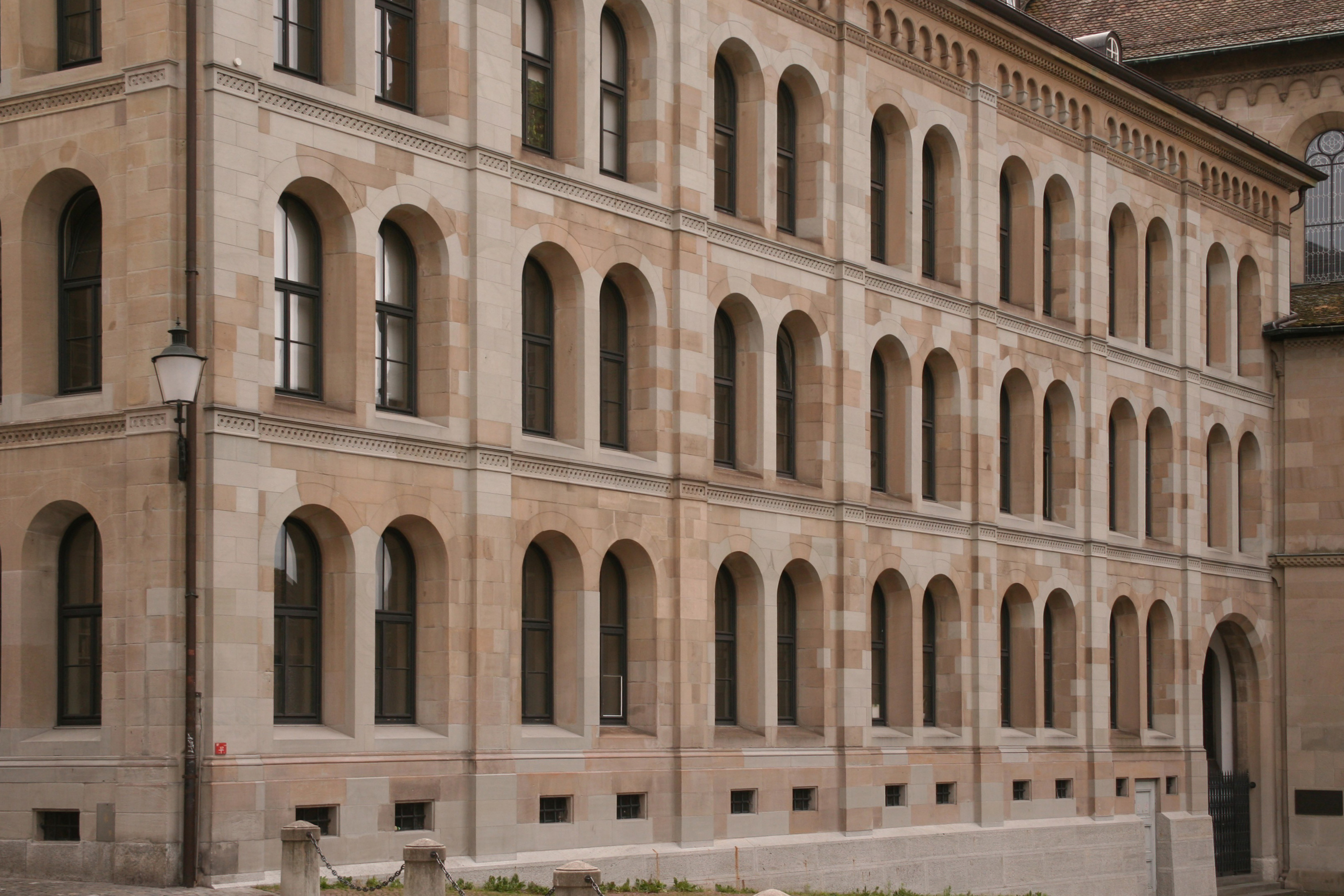
Fassade der Mädchenschule beim Grossmünster

1852–1853 wurde ein weiteres wichtiges, heute noch erhaltenes Bauwerk Wegmanns gebaut: Die Mädchenschule, angebaut an das Grossmünster. Der dort schon vorhandene Kreuzgang wurde abgebrochen und als Bestandteil des neuen Gebäudes wieder aufgebaut.

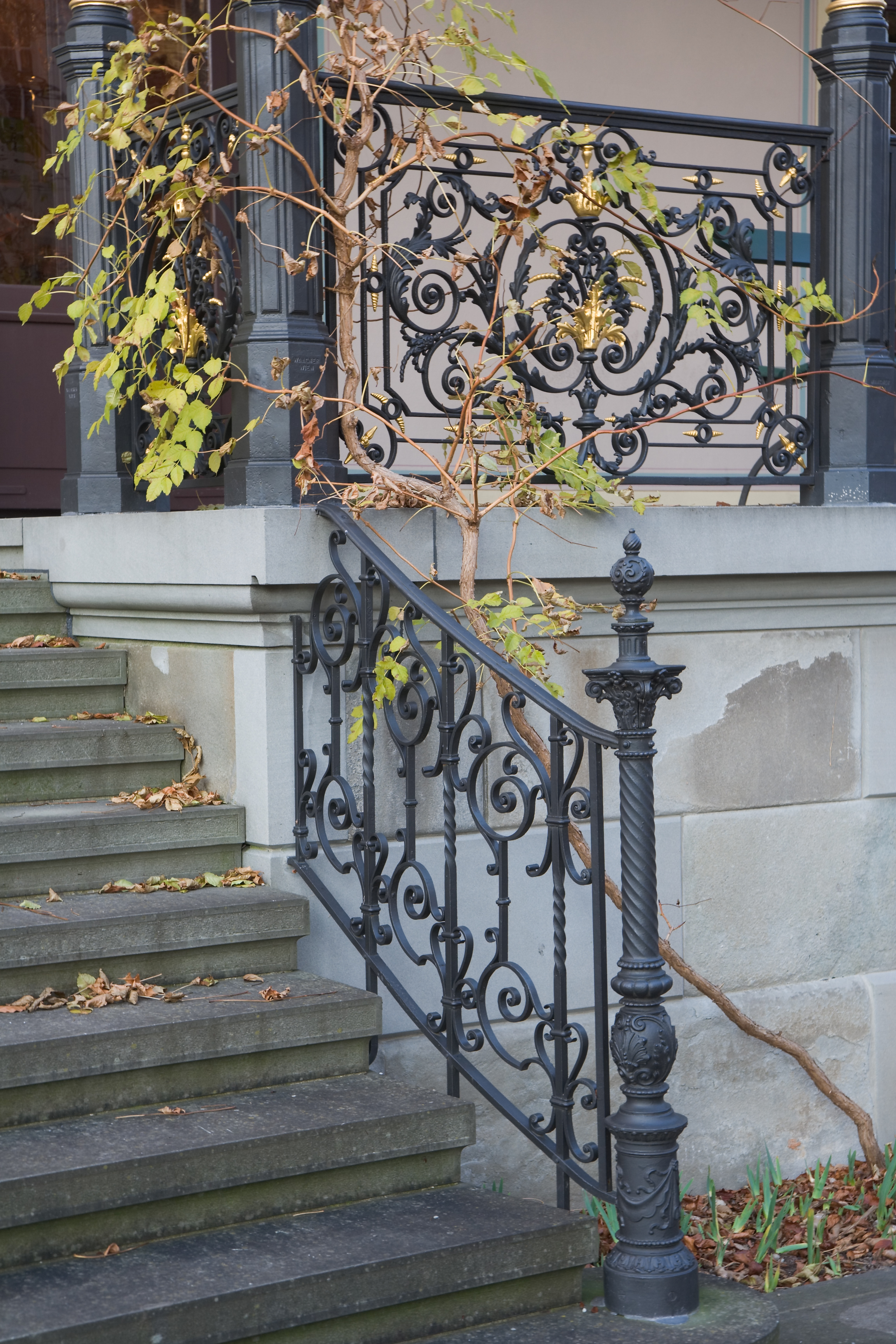
Veranda Villa Tobler

1854 wurde die Villa des Bankiers Tobler an der Winkelwiese fertiggestellt, die 1898–1900 im Jugendstil umgebaut wurde. Heute beherbergt die Villa das Theater an der Winkelwiese.
In finanzieller Hinsicht lohnend war der Kauf der Tiefenhöfe am heutigen Paradeplatz. Um einen bestehenden Zentralbau wurden 1855–1859 16 Häuser gebaut. Nach vielen Umbauten sind die Häuser um die Confiserie Sprüngli heute teilweise erhalten.
1857 machte sich bei Gustav Albert Wegmann Anzeichen einer Gehirnerkrankung bemerkbar. Der vom Arzt verordnete Kuraufenthalt im Appenzellerland konnte nicht mehr helfen. Er verstarb am 12. Februar 1858 im Alter von 45 Jahren.

## Weitere Werke
- 1836–1838: Gewächshaus Rieter im alten botanischen Garten (zur Katz)
- 1851–1854: Freimaurerloge auf dem Lindenhof

## Mitarbeiter
- 1836–1837: August Flügge (1812) ? [4] † 5. Dezember 1839[5], Bauaufsicht und Baudurchführung (im Büro Zeugherr & Wegmann)

## G. A. Wegmann in der Literatur

### «Im Grossmünsterkreuzgang»
Ein Gedicht von Jakob Christoph Heer
Es lärmt die Stadt im Tag erbrausend,

doch träumt in ihres Münsters Hut

Der Kreuzgang, d'rin ein grau Jahrtausend

Geheiligten Gedenkens ruht.

Die weichen Mittagsstunden blicken

Verwundert in das Mönchsgedicht,

Die alten Steingesichter nicken,

Traumtrunken in das blaue Licht. (...)